# شانون شارپ
شانون شارپ (به انگلیسی: Shannon Sharpe) (متولد ۲۶ ژوئن ۱۹۶۸) یک بازیکن سابق فوتبال آمریکایی است که به مدت ۱۴ فصل در لیگ ملی فوتبال (NFL) بازی کرد، عمدتاً با دنور برونکوس. او که به‌عنوان یکی از بهترین تانک‌های تمام دوران در نظر گرفته می‌شود، رتبه سوم را در دریافت‌های باریک، دریافت یاردها و دریافت تاچ داون دارد. او همچنین اولین بازیکن NFL بود که بیش از ۱۰۰۰۰ یارد دریافت کرد. او برادر کوچکتر استرلینگ شارپ گیرنده عریض سابق است.
شارپ فوتبال کالج را در ایالت ساوانا بازی کرد و در دور بیستم draft NFL 1990 توسط Broncos انتخاب شد. در طول ۱۲ فصل غیر متوالی خود با دنور، او در هفت پرو باول متوالی و چهار تیم اول آل پرو انتخاب شد و دو عنوان متوالی سوپربول را به دست آورد. شارپ در بین دوره‌های کاری خود در برانکو، به مدت دو فصل عضو بالتیمور ریونز بود، که با آن هشتمین دوره پرو بال را دریافت کرد و سومین عنوان سوپربول را به دست آورد. شارپ به عنوان رهبر NFL در پذیرایی‌ها، دریافت یاردها و دریافت تاچ داون‌ها با یک پایان سخت بازنشسته شد. پس از بازنشستگی، شارپ به عنوان تحلیلگر برای The NFL Today در CBS Sports ظاهر شد و از سال ۲۰۱۶ با Skip Bayless میزبان اسکیپ و شانون: بلامنازع در فاکس اسپورت 1 بود. او در سال ۲۰۱۱ به تالار مشاهیر فوتبال حرفه ای معرفی شد

## سنین جوانی و تحصیل
شارپ، برادر کوچکتر استرلینگ شارپ، گیرنده ستاره سابق NFL، در گلنویل، جورجیا، بزرگ شد، جایی که او یک بازیکن تمام ایالتی در سه رشته ورزشی در دبیرستان گلنویل بود. او یک بار به شوخی گفت: «ما خیلی فقیر بودیم، یک دزد یک بار وارد خانه ما شد و ما در نهایت دزدی را به سرقت بردیم.» او اظهار داشت: "من دانش آموز وحشتناکی بودم. من فارغ التحصیل نشدم، من فارغ التحصیل شدم "ممنونم، لودی!" در ایالت ساوانا، فوتبال و بسکتبال بازی می‌کرد و همچنین در دو و میدانی رقابت می‌کرد. در پیست، در پرش و پرتاب مسابقه شرکت کرد.
شارپ از سال ۱۹۸۷ تا ۱۹۸۹ سه بار منتخب کنفرانس بین‌دانشگاهی سراسر جنوبی و در سال ۱۹۸۷ بهترین بازیکن سال SIAC بود. او همچنین در سال ۱۹۸۹ به عنوان یک کوداک دیویژن ۲ تمام آمریکایی انتخاب شد. او تیم فوتبال ببرها را به بهترین رکوردهای خود در تاریخ این برنامه هدایت کرد: ۷–۳ در سال ۱۹۸۸ و ۸–۱ در سال ۱۹۸۹. شارپ به عنوان یک بزرگسال، ۶۱ پاس برای ۱۳۱۲ یارد و ۱۸ تاچ داون، از جمله سه بازی با بیش از ۲۰۰ یارد، گرفت. شارپ کار دانشگاهی خود را با ۱۹۲ پذیرش برای ۳۷۴۴ یارد و ۴۰ تاچ داون به پایان رساند. او در سال ۲۰۰۹ به تالار مشاهیر فوتبال دسته دوم، تالار مشاهیر ورزشی ایالت ساوانا در سال ۲۰۱۰، و تالار مشاهیر فوتبال کالج سیاه در سال ۲۰۱۳ وارد شد

## شغل حرفه ای
| ۶ فوت ۱ ⁄۴ اینچ (۱٫۸۶ متر)  | ۲۲۱ پوند (۱۰۰ کیلوگرم) | ۳۳ اینچ (۰٫۸۴ متر) | ۱۰ اینچ (۰٫۲۵ متر) | 4.67 s | 1.61 s | 2.81 s | 4.55 s | ۳۴ اینچ (۰٫۸۶ متر) | ۱۰ فوت ۲ اینچ (۳٫۱۰ متر) |
| All values from NFL Combine |                        |                    |                    |        |        |        |        |                    |                          |

شارپ علیرغم حرفه درخشانش در کالج، در draft NFL در سال ۱۹۹۰ به عنوان یک بازیکن با رتبه بالا در نظر گرفته نشد. سایز شارپ علاوه بر بازی کردن فوتبال کالج دسته دوم (۶'۲"، ۲۳۰ پوند) برای گیرنده خیلی بزرگ و برای یک انتهای تنگ خیلی کوچک در نظر گرفته شد. او در نهایت در دور هفتم با انتخاب ۱۹۲ توسط دنور برانکوز انتخاب شد. پس از دو فصل متوسط به عنوان دریافت کننده که در آن فقط ۲۹ پاس گرفت، دنور او را تبدیل به یک بازیکن سخت کرد. این به سرعت جواب داد، زیرا شارپ در فصل سوم خود ۵۳ پاس گرفت. او تا سال ۱۹۹۹ در دنور ماند، دو حلقه قهرمانی در Super Bowl XXXII و Super Bowl XXXIII در این روند به دست آورد. پس از قهرمانی فصل 1997 - اولین قهرمانی او - با چهار برانکو دیگر در جعبه‌های گندم جنرال میلز ظاهر شد. پس از دو سال حضور در بالتیمور ریونز، جایی که او یک حلقه قهرمانی دیگر را در Super Bowl XXXV به دست آورد، به Broncos بازگشت. او تا سال ۲۰۰۳ در آنجا بازی کرد. از آنجا، او بازنشسته شد تا یک تحلیلگر NFL برای CBS شود.
اوزی نیوسوم، مدیرکل ریونز، در مورد شارپ در دوران حرفه‌ای‌اش گفت: «فکر می‌کنم او زمانی که در زمین بازی می‌کند یک تهدید است. او باید در تیم باشد. او یک دونده عالی است. او ثابت کرده‌است که می‌تواند بازی‌های بزرگی انجام دهد. این چیزی است که او را از همه جدا می‌کند. او یک تهدید است.» شارپ چهار بار به تیم All-Pro انتخاب شد، در هشت Pro Bowls (1992-1998، ۲۰۰۱) بازی کرد و در سه فصل مختلف بیش از ۱۰۰۰ یارد دریافت کرد. شارپ در یک بازی پلی آف در سال ۱۹۹۳ در مقابل لس آنجلس رایدرز، رکورد پس از فصل را با ۱۳ دریافت به مدت ۱۵۶ یارد و یک تاچ داون به دست آورد. در بازی قهرمانی ریونز در سال ۲۰۰۰ در AFC مقابل اوکلند رایدرز، او یک پاس کوتاه در سومین پایین و ۱۸ یارد از خط چهار یاردی خود گرفت و آن را ۹۶ یارد برای تاچ داون برد، تنها تاچ داون که ریونز به ثمر رساند. برد ۱۶–۳ ریونز. از ۲۰۲۵، این طولانی‌ترین بازی تهاجمی ریونز در تاریخ تیم باقی مانده‌است. شارپ همچنین در هر دو بازی دیگر خود در پلی آف یک پاس ۵۰+ یاردی گرفت. او ۱۴ سال دوران حرفه ای خود را با ۸۱۵ دریافت در ۱۰۰۶۰ یارد و ۶۲ تاچ داون در ۲۰۳ بازی به پایان رساند.

## آمار حرفه ای NFL
| افسانه | افسانه          |
| ------ | --------------- |
|        | سوپر بول را برد |
| پررنگ  | حرفه ای بالا    |

### فصل منظم
| سال  | تیم | GP  | در حال دریافت | در حال دریافت | در حال دریافت | در حال دریافت | در حال دریافت |
| سال  | تیم | GP  | ضبط           | Yds           | میانگین       | Lng           | TD            |
| ---- | --- | --- | ------------- | ------------- | ------------- | ------------- | ------------- |
| ۱۹۹۰ | DEN | ۱۶  | ۷             | ۹۹            | ۱۴٫۱          | ۳۳            | ۱             |
| ۱۹۹۱ | DEN | ۱۶  | ۲۲            | ۳۲۲           | ۱۴٫۶          | ۳۷            | ۱             |
| ۱۹۹۲ | DEN | ۱۶  | ۵۳            | ۶۳۹           | ۱۲٫۱          | ۵۵            | ۲             |
| ۱۹۹۳ | DEN | ۱۶  | ۸۱            | ۹۹۵           | ۱۲٫۳          | ۶۳            | ۹             |
| ۱۹۹۴ | DEN | ۱۵  | ۸۷            | ۱۰۱۰          | ۱۱٫۶          | ۴۴            | ۴             |
| ۱۹۹۵ | DEN | ۱۳  | ۶۳            | ۷۵۶           | ۱۲٫۰          | ۴۹            | ۴             |
| ۱۹۹۶ | DEN | ۱۵  | ۸۰            | ۱۰۶۲          | ۱۳٫۳          | ۵۱            | ۱۰            |
| ۱۹۹۷ | DEN | ۱۶  | ۷۲            | ۱٬۱۰۷         | ۱۵٫۴          | ۶۸            | ۳             |
| ۱۹۹۸ | DEN | ۱۶  | ۶۴            | ۷۶۸           | ۱۲٫۰          | ۳۸            | ۱۰            |
| ۱۹۹۹ | DEN | ۵   | ۲۳            | ۲۲۴           | ۹٫۷           | ۲۴            | ۰             |
| ۲۰۰۰ | BAL | ۱۶  | ۶۷            | ۸۱۱           | ۱۲٫۱          | ۵۹            | ۵             |
| ۲۰۰۱ | BAL | ۱۶  | ۷۳            | ۸۱۱           | ۱۱٫۱          | ۳۷            | ۲             |
| ۲۰۰۲ | DEN | ۱۲  | ۶۱            | ۶۸۶           | ۱۱٫۲          | ۸۲            | ۳             |
| ۲۰۰۳ | DEN | ۱۵  | ۶۲            | ۷۷۰           | ۱۲٫۴          | ۲۸            | ۸             |
| جمع  | جمع | ۲۰۳ | ۸۱۵           | ۱۰۰۶۰         | ۱۲٫۳          | ۸۲            | ۶۲            |

### پس از فصل
| سال  | تیم | GP | در حال دریافت | در حال دریافت | در حال دریافت | در حال دریافت | در حال دریافت |
| سال  | تیم | GP | ضبط           | Yds           | میانگین       | Lng           | TD            |
| ---- | --- | -- | ------------- | ------------- | ------------- | ------------- | ------------- |
| ۱۹۹۱ | DEN | ۲  | ۶             | ۶۰            | ۱۰٫۰          | ۱۵            | ۰             |
| ۱۹۹۳ | DEN | ۱  | ۱۳            | ۱۵۶           | ۱۲٫۰          | ۲۳            | ۱             |
| ۱۹۹۶ | DEN | ۱  | ۲             | ۳۱            | ۱۵٫۵          | ۱۸            | ۱             |
| ۱۹۹۷ | DEN | ۴  | ۱۲            | ۱۴۹           | ۱۲٫۴          | ۲۳            | ۰             |
| ۱۹۹۸ | DEN | ۳  | ۹             | ۷۸            | ۸٫۷           | ۱۴            | ۰             |
| ۲۰۰۰ | BAL | ۴  | ۶             | ۲۳۰           | ۳۸٫۳          | ۹۶            | ۲             |
| ۲۰۰۱ | BAL | ۲  | ۹             | ۷۹            | ۸٫۸           | ۲۷            | ۰             |
| ۲۰۰۳ | DEN | ۱  | ۵             | ۳۱            | ۶٫۲           | ۹             | ۰             |
| جمع  | جمع | ۱۸ | ۶۲            | ۸۱۴           | ۱۳٫۱          | ۹۶            | ۴             |

## حرفه بعد از بازی
شارپ مفسر برنامه پیش از بازی CBS Sports The NFL Today، از جمله گزارش نیمه‌تمام اسپرینت و نمایش پس‌بازی مترو، جایگزین دیون سندرز و میزبانی مشترک با جیمز براون (قبلاً با Fox NFL Sunday)، مدافعان سابق NFL ، دن مارینو و بومر بود. اسیاسون و همچنین مربی سابق بیل کاور. در فصل عادی NFL 2004، مارینو و اسیاسون را در بازی انتخابی NFL امروز با رکورد ۵۳–۲۱ شکست داد. منتقدان او می‌گویند که مهارت‌های پخش او به دلیل گرامر ضعیف و تلفظ کلمات او آسیب دیده‌است (شارپ زبان و کشش بسیار قابل توجهی دارد). یک مقاله طنز در دی آنین به شوخی می‌گوید: «تهیه‌کنندگان CBS از شانون شارپ می‌خواهند که حداقل از ۳ کلمه واقعی در هر جمله استفاده کند». در ۱۸ فوریه ۲۰۱۴، اعلام شد که شارپ، همراه با دن مارینو، از وظایف خود به عنوان مفسر روی هوا در NFL Today کنار گذاشته شده و تونی گونزالس و بارت اسکات جایگزین آنها شدند.
در سال ۲۰۱۳، شارپ ستون نویس و سخنگوی مجله FitnessRX For Men شد و در جلد سپتامبر ۲۰۱۳ ظاهر شد.
شارپ برنامه صبحگاهی Open Drive رادیو NFL Sirius را در کنار باب پاپا میزبانی کرده‌است.
شارپ در میان ۱۷ فینالیستی بود که برای ثبت نام در تالار مشاهیر فوتبال حرفه ای در سال ۲۰۰۹ در نظر گرفته شده بود. با این حال، او در اولین سال تحصیلی خود در کلاسی که شامل بروس اسمیت، رالف ویلسون، دریک توماس و راد وودسون بود، گذشت. در ۲۳ اکتبر ۲۰۰۹، تالار مشاهیر فوتبال NCAA Division II اعلام کرد که شارپ در دسامبر همان سال به عضویت خود در می‌آید. علاوه بر این، دانشگاه ایالتی ساوانا نیز پیراهن شماره ۲ شارپ را بازنشسته کرد.
در ۲۸ نوامبر ۲۰۱۰، شارپ به همراه آرت مدلل و ۲۴ نفر دیگر، از جمله جروم بتیس، راجر کریگ، مارشال فالک و دیون سندرز، به عنوان نامزد نیمه نهایی برای ورود به تالار مشاهیر فوتبال حرفه ای ۲۰۱۱ نامزد شد. پس از آن، در ۶ فوریه ۲۰۱۱، شانون شارپ به تالار مشاهیر فوتبال حرفه ای معرفی شد. شارپ توسط هیلی اسمیت اهل کانتون به مراسم تالار مشاهیر بدرقه شد، تا به سنت اسکورت برندگان مسابقه ادامه دهد.
شارپ پس از بازنشستگی، یکی از مهره‌های اصلی رسانه‌های اجتماعی بوده‌است و به خاطر نظرات بداخلاقی و ورزشی اش در فضای مجازی منتشر شده‌است. او همچنین از طرفداران بزرگ لبرون جیمز بازیکن NBA است و از او به عنوان بهترین بازیکن بسکتبال در تاریخ NBA یاد می‌کند. او در سریال پدر آمریکایی هم ظاهر شد! قسمت " اسکارلت گتر " که خودش را به تصویر می‌کشد.
شارپ در برنامه مناظره ورزشی FS1 Skip and Shannon: Undisputed که در ۶ سپتامبر ۲۰۱۶ نمایش داده شد، به Skip Bayless پیوست شارپ علاوه بر دفاع از لبرون جیمز، به خاطر انتقاداتش از تام برادی و کابوی‌های دالاس در این برنامه نیز شهرت دارد.
شارپ همچنین یک پادکست به نام Club Shay Shay دارد. اپیزود کلاب شی شی با حضور بابا والاس توسط تیم تحریریه پادکست اپل در لیست "بهترین پادکست‌های اپل در سال ۲۰۲۱" انتخاب شد.
در ۱۰ فوریه ۲۰۲۳، برت فاور، ستاره سابق NFL، از شانون شارپ و پت مک آفی، بازیکنان سابق NFL، و همچنین شاد وایت، حسابرس می‌سی‌سی‌پی، به دلیل اتهامات افتراآمیز دربارهٔ مشارکت افسانه پکرز در یک طرح کلاهبرداری رفاهی ۷۷ میلیون دلاری شکایت کرد. یکی از نمایندگان برت فاور، ۵۳ ساله، اظهار داشت که «شانون شارپ و پت مک آفی سعی کردند با جعل اتهامات غیرقابل اثبات افترا علیه برت فاور، حرفه خود را ارتقا دهند.»
شارپ در تالار مشاهیر، که برای Ravens و Broncos بازی می‌کرد، در برنامه FS1 خود در ماه سپتامبر از فاور به عنوان یک «فریبنده» یاد کرد و کوارتر بک سابق را به سرقت ۱٫۱ میلیون دلار از پرداخت‌های رفاهی می‌سی‌سی‌پی در ازای سخنرانی‌هایی که هرگز ایراد نکرد متهم کرد. McAfee، بازیکن سابق Colts، که اکنون یک پادکست محبوب SiriusXM را اجرا می‌کند، اظهار داشت که فاور «از مردم محروم می‌سی‌سی‌پی دزدیده‌است.»